# Ilha das Flores (Santa Catarina)
A Ilha das Flores está situada na baía de Babitonga, no litoral sul brasileiro, ao norte do Estado de Santa Catarina. Tem esse nome devido às muitas casas de veranistas na ilha, que cultivaram flores em seus jardins. Possui ótimos pontos de pescaria e mergulho.